# Thraulodes colombiae
Thraulodes colombiae is een haft uit de familie Leptophlebiidae. De wetenschappelijke naam van de soort is voor het eerst geldig gepubliceerd in 1853 door Walker als Ephemera colombiae.
De soort komt voor in het Neotropisch gebied.